# Naphthalene水嶋
Naphthalene水嶋（日语：／，2月2日—），日本漫畫家。出身於北海道。血型A型。
1998年，『Nakayoshi 春假樂園』（講談社）開始連載的漫畫家。
代表作是、『Mao Mao』、『守護甜心小物語！』等。
主要繪畫四格漫畫及短篇搞笑漫畫。

## 主要作品列
- （Nakayoshi 春假樂園，講談社，1998年）
- （Amie，講談社）
- （Nakayoshi，講談社）
- （Nakayoshi）
- （Manga Time Kirara Carat，芳文社）
- Mao Mao（Manga Time Kirara，芳文社）
- （Dessert，講談社）
- （Nakayoshi Lovely，講談社）
- 守護甜心小物語！（Nakayoshi，原案：PEACH-PIT，講談社）
- Nakayoshi讀者專區「GO→GO→Nakayoshi Channel」（負責插畫）
- Nakayoshi讀者專區「Nakayoshi Studio」（負責插畫）

## 漫畫
- Mao Mao 1（漫畫時間KR漫畫，芳文社）2005年1月發售
- （Dessert KC，講談社）2006年7月13日發售
- 守護甜心小物語！1（Nakayoshi KC，講談社）2008年12月5日發售
- 守護甜心小物語！2（Nakayoshi KC）2009年8月6日發售